# Joch

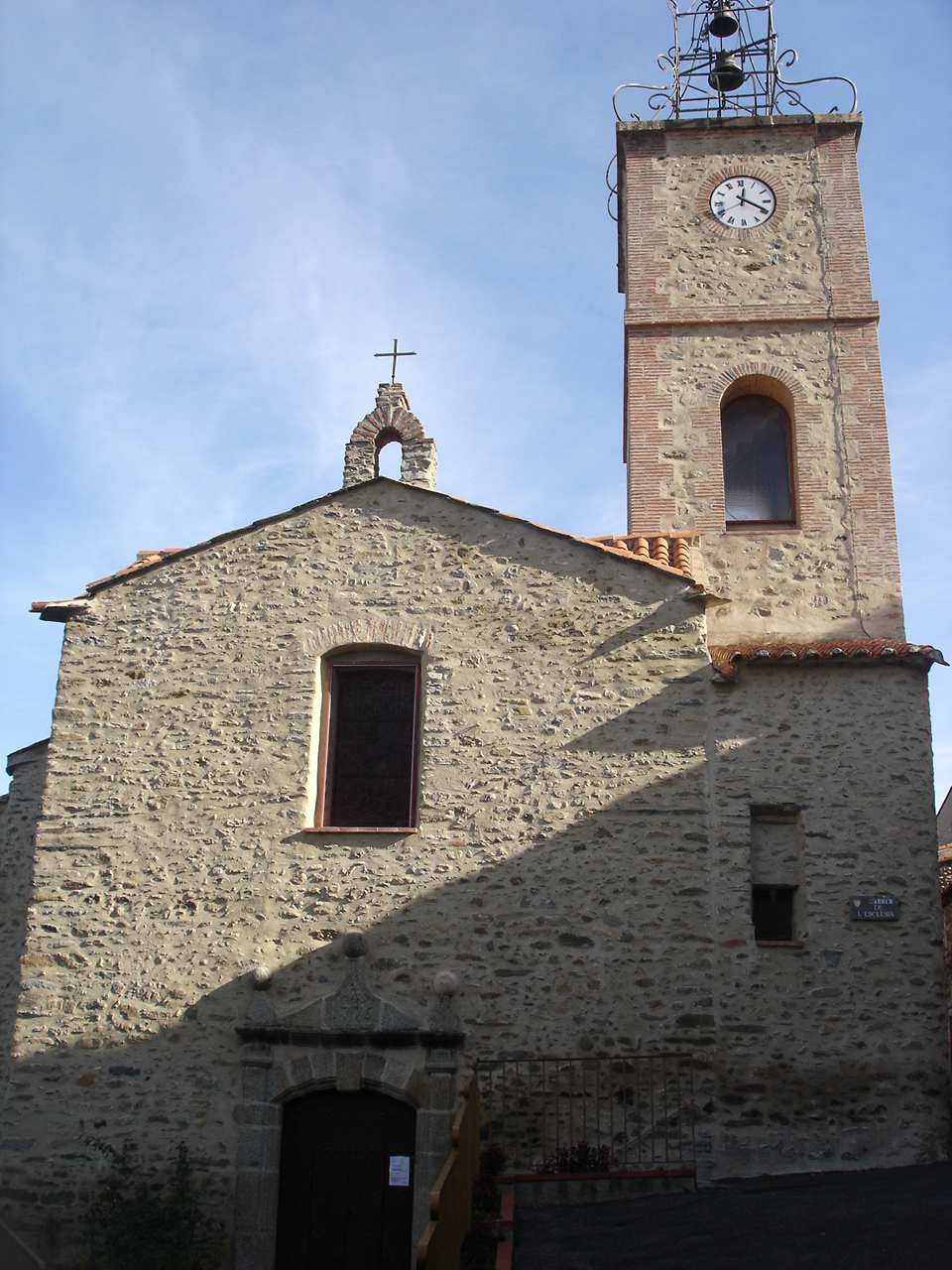
Kościół w Joch, 2010

Joch – miejscowość i gmina we Francji, w regionie Oksytania, w departamencie Pireneje Wschodnie.
Według danych na rok 1990 gminę zamieszkiwało 135 osób, a gęstość zaludnienia wynosiła 40 osób/km² (wśród 1545 gmin Langwedocji-Roussillon Joch plasuje się na 768. miejscu pod względem liczby ludności, natomiast pod względem powierzchni na miejscu 1076.).

## Populacja

Populacja Joch w latach 1962–2008